# Bandai
Pour les articles homonymes, voir Bandai.
Bandai Co., Ltd. (株式会社バンダイ, Kabushiki-gaisha Bandai) est une entreprise japonaise exerçant son activité dans le secteur de la fabrication de jouets, le développement de logiciels et la production de tokusatsu.
Bandai est le troisième plus grand producteur de jouets au monde. La société est surtout connue pour son Tamagotchi. Bandai fut fondée en 1950 et beaucoup des jouets fabriqués à cette époque sont devenus des pièces de collection. En 1977, Bandai crée les Gashapon, des capsules contenant des objets à collectionner dont il détenait 65 % du marché en 2005. Bandai a créé beaucoup de maquettes, de modèles, dans l'univers du plamo dont la série des Gunplas, basés sur le Super Sentai ou tout autres licences à succès. Depuis 1980, Bandai est une société majeure du jouet au Japon, et possède à ce jour une majorité de licences les plus populaires, dont Saint Seiya, Tamagotchi, Digimon, Kamen Rider, Godzilla, Ultraman, la série Super Sentai, Mobile Suit Gundam, Power Rangers et beaucoup d'autres. Bandai s'est beaucoup diversifié durant toute son histoire et possède des filiales sur toute la planète qui exercent des activités touchant des secteurs très différents comme les jeux vidéo, la fourniture de contenu numérique, le divertissement ou la vente de nourriture. Les plus célèbres sont Sunrise, Banpresto, Sotsu, Bandai visual, Bandai Namco Entertainment.
En mai 2005, Bandai annonce sa fusion avec l'entreprise de développement de jeux vidéo Namco. Cette fusion donne naissance en septembre 2005 à la holding Bandai Namco Holdings. L'unité de jeux vidéo de Bandai et Namco fusionnent complètement le 31 mars 2006 pour créer Bandai Namco Games.

## Historique

### Années 1950

Premier logo de l'entreprise avec le B et le C, du temps où elle était nommée Bandai Corporation

Durant l'après-guerre, en 1947, Naoharu Yamashina travaille dans la société de son beau-frère, grossiste en textile. Alors qu'à l'époque le marché est faible, Naoharu Yamashina se rend compte de toute la potentialité du secteur des jouets. Il propose au frère de sa femme d'orienter une partie des activités de l'entreprise dans cette branche et d'en devenir responsable, ce qu'il accepte,. Petit à petit, il développe et va faire grandir l'entreprise de distribution de jouets nommée Bandai-ya (prononcé en japonais Bandai fueki - d'après un vieux proverbe chinois) qui signifie « éternellement immuable ». Le mot Bandai tire son origine d'une expression chinoise issue d'un livre de stratégie guerrière célèbre datant de la dynastie Zhou, The Sixth Sheaths.
Le 5 juillet 1950, Naoharu Yamashina prend le contrôle total l'entreprise de distribution de jouets, la renomme, puis fonde la société Bandai Company, s'établissant à Taitō dans la ville de Tōkyō. L'activité à l'époque était principalement la vente de jouets en celluloïd, de jouets métalliques (voitures et avions) et de bouées de bain en caoutchouc,.
Durant la première année, Bandai Company produit son premier jeu en interne, le Rhythm Ball, un ballon de plage avec un système de sonnerie à l'intérieur, puis son premier modèle miniature d'avion en métal, une reproduction du B-26. Elle débute également les exportations de jouets à bas prix, notamment vers les États-Unis. Naoharu Yamashina appelait lui-même ses produits « les jouets à 1$ ». La société Bandai Company va progressivement grandir et en 1953, elle intensifie le volume de ses exportations et construit de nouveaux entrepôts de stockage à côté de Komagata. Plusieurs services spécialisés sont créés dans l'entreprise comme un service qualité, un service développement et un service transport.
Au début de l'année 1955, Bandai Company fonde la filiale Waraku Works, une usine de fabrication industrielle. Durant l'été, la Bandai Company déménage dans un nouveau siège social, le Komagata 2-chome situé à Taito-ku (tout près de Komagata). Le premier logo de l'entreprise est créé, basé sur les deux premières lettres de Bandai Company. À la fin de l'année, Bandai lance un produit sous garantie, une première mondiale, c'est une réplique miniature de la voiture Toyopet Crown,.

Banzai-Mark

En 1958, Bandai Company choisi de communiquer via la télévision et met sa première publicité à l'antenne, le slogan est « The Red Box means a BC-guaranteed toy » (une boîte rouge signifie un jouet Bandai Company garanti (les boites Bandai Company étaient rouges)). Au milieu de l'année suivante, elle lance la gamme de voitures miniatures représentant des modèles de voiture du monde entier, appelée Cars of the World (les voitures du monde). Le logo de la société est redessiné pour souligner la qualité des produits Bandai Company (le logo est maintenant célèbre, il est connu sous le nom de "Banzai mark"),.

### Années 1960
En 1960, Bandai Company commence ses exportations directes le monde entier. La Bandai Toy Company, est fondée au mois de juillet, sa gestion est confiée à la toute nouvelle filiale créée à New York nommée Bandai Overseas Supply,,.
À la fin de l'année 1963, Bandai détache le service transport de l'entreprise pour fonder sa propre filiale appelée Bandai Transport. Le bureau représentatif est ouvert à New York et les ventes débutent aux États-Unis. Poussé par un volume d'activité qui s'amplifie, la société prend place dans de nouveaux locaux : le Komagata 1-chome, à Asakusa, Taitō (Japon). Fait historique et important pour l'entreprise, Bandai lance le jouet Astroboy, basé sur le personnage de la série télévisée pour enfant. C'est la première fois que Bandai utilise un héros déjà existant pour créer ses jouets. La société va même soutenir la série et investir financièrement dedans pour créer plus d'épisodes, ce qui permettra à Bandai de commercialiser tout une gamme de produits dérivés autour de la série.
Durant l'année 1965, Bandai connaîtra deux gros succès, les voitures téléguidées font un malheur dès le mois de janvier et un an après, les circuits de voitures électriques, lancés trois ans plus tôt (en 1962), connaissent une augmentation des ventes énorme. En octobre, une nouvelle usine est construite, la Toy Town Manufacturing Complex situé à Mibu dans la préfecture de Tochigi.
Au début de l'année 1966, le jouet Ultraman, un robot métallique géant armé d'un laser, fait un tabac retentissant au Japon (mais l'exportation de la série et des jouets recevront un accueil mitigé aux États-Unis). Bandai utilise maintenant des personnages issus de divers sources de divertissement comme le manga, les magazines de bande dessinées périodiques qui étaient très populaires au Japon. Bandai trouve encore le succès pendant l'été avec le Crazy Foam qui bénéficiera d'une campagne publicitaire appuyée, dopant jusqu'à 2,4 millions le nombre des ventes de ce jouets en seulement trois mois. Bandai créé la marque Bandai Baby. Le nom de la société est amputé de « Company » au milieu de l'année 1966, elle s'appelle maintenant seulement Bandai. Waraku Works est renommé BC Manufacturing (BC Manufacturing prend le nom de Bandai Manufacturing en mai 1966).
En 1967, la filiale Bandai Automobile est fondée au mois de mai. Le Water Motor devient un succès, le jouet électrique Thunderbird est lancé. Le récent Model Toys Department est créé et commence à produire des jouets en matière plastique.
En 1968, le jouet Naughty Flipper est un gros succès, il obtient même en octobre la médaille d'or lors du New York International Innovative Products Exhibition. Bandai se dote également d'un centre de service clientèle.

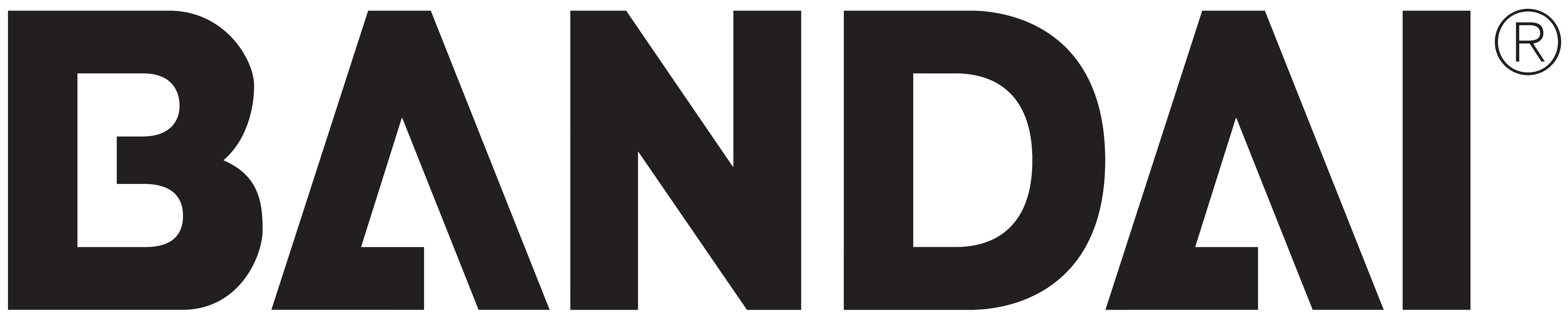
Ancien logo de Bandai

### Années 1970
Plusieurs filiales sont créées, Tonka Japan, après un accord avec l’entreprise Tonka en 1970, Bandai Models en 1971, puis Popy, spécialiste de la fabrication de personnages en jouets,.
Bandai appuie alors une de ses licences, Mazinger Z, qui gagne le Grand Prix au 4th International Trade Fair Toy Concours en 1973 et Super-alloy Mazinger Z qui devient une énorme vente au Japon l'année suivante. À la fin de l'année, Bandai, Popy et Tonka se regroupent pour lancer la première campagne publicitaire sur journaux papiers.
En 1975, Bandai change le design de son logo et de sa marque déposée, dans l'optique de suivre l'effort marketing que tout le groupe a entrepris. À la fin de l'année, Bandai entre en contact avec la société Monograms. En 1976, Bandai lance Mazinger Z aux États-Unis sous le nom de Shogun, par le biais du géant américain du jouet Mattel. En novembre 1976, Popy ouvre une nouvelle usine de fabrication de jouets.
En avril 1977, Bandai propose des jouets en capsule dans des distributeurs automatiques, les Gashapon. Bandai (H.K.) Co., Ltd. est créée à Hong Kong en tant que filiale de fabrication. Le jeu Hit the Mole, un jeu de la taupe, est lancé et fera un tabac l'année d'après. Bandai gagne le Nikkei Hit Product award cette même année.
La filiale Bandai Publishing est créée en 1978. LSI Baseball, qui deviendra plus tard un des premiers gros succès dans les jeux électroniques, est commercialisé. Bandai America Inc., pour gérer les opérations de vente et de marketing aux États-Unis, ainsi que B-AI Electronics et B-AI Mibu sont fondées. En 1979, Bandai explose les ventes dans le secteur des jouets pour les jeunes filles Candy-Candy Nurse's Bag.

### Années 1980
En 1980, au mois de mai, Makoto Yamashina, le fils du président fondateur, devient à son tour président de l'entreprise Bandai. Son père Naoharu Yamashina devient alors président du conseil d'administration. L'arrivée du jeune entrepreneur apporte de l'élan au groupe. Dès son arrivée, Makoto Yamashina change complètement le personnel vieillissant de Bandai pour embaucher des employés jeunes, dans le but de renouveler les idées, mais aussi la stratégie du groupe. C'est ainsi que le nouveau président change d'axe commercial et décide de vendre directement les jouets aux revendeurs au détail plutôt que de passer par des intermédiaires,.
Au mois de juillet 1980, Bandai lance le Gundam Plastic Model basé sur le dessin animé qui fera un gros hit, donnant naissance à la série des Gunplas,,. Comme Ultraman, Gundam devient une licence phare chez Bandai. Tonka Japan change de nom pour celui de Mameet. En novembre, la filiale Celent est mise en place,.
Durant deux ans, Bandai pénètre le marché des jouets miniatures, figurines, candy toys et crée des filiales en Europe, comme Bandai France S.A. (actuellement Bandai S.A.), Bandai Italia S.R.L. en Italie, Bandai B.V. aux Pays-Bas, Bandai U.K. Ltd. en Grande-Bretagne, et également en Australie avec Bandai Australia Ltd. En octobre 1982, une nouvelle branche est créée, chargée de développer le secteur de l'animation, de la vidéo et du film au sein de la société. Emotion, une nouvelle filiale, est chargée de ce secteur d'activité. Les ventes de films commencent au Japon.
En 1983, la filiale A.E. Planning est créée (qui deviendra Bandai Visual),,. Au printemps 1983, Popy, Bandai Models, Bandai Manufacturing, Bandai Overseas, Mameet, Celent et Bandai Publishing sont fusionnés dans Bandai. Le groupe se relance avec un nouveau slogan « Dreams & Creation » ("Rêves & Création" en français), qui est censé représenter la nouvelle orientation commerciale de la société. La série des jouets en capsule Kinnikuman est un succès dès son lancement. La branche Apparel Department est constituée. À la fin de l'année, Bandai sort sa première production de long-métrage original, le film Daros (ÅgDaros).
En 1984, Bandai envahit le marché américain du jouet avec des versions américanisées de ses robots mécaniques (Machine Robo) appelés GoBots. GoBots est une série de robots transformables en véhicules. Malgré tous les efforts de Bandai et Tonka, la licence n'est pas assez forte face aux Transformers du géant Hasbro, jouets épaulés et bien mieux médiatisés grâce à la série du même nom, présente sur tous les écrans (américains) à l'époque. Les GoBots sont également affaiblis par les difficultés que rencontre Tonka pour approvisionner les détaillants. Emotion est fusionné dans Bandai Visual pendant l'année. À la fin de l'année, Bandai vend plus de 100 millions de Gundams. Une nouvelle filiale appelée Fuman (H.K.) Co., Ltd. est établie à Hong Kong.
En 1985, une filiale sino-japonaise est fondée dans la province de Fujian, appelée Fuman Toys Co., Ltd.. Le marché chinois s'ouvre officiellement à Bandai. En novembre sort le premier jeu NES basé sur le manga Kinnikuman : Tag Team Match: MUSCLE, vendu à 1 million d'exemplaires, ainsi que la série des personnages en plastique Muscleman.
Bandai connaît une baisse des ventes. Début 1986, les chiffres de l'année précédente tombent et s'avèrent mauvais, avec un chiffre d'affaires de 70,7 milliards de yens contre 84,5 milliards l'année précédente. Au début de l'année, Bandai est cotée dans le Tokyo Stock Exchange's, Second Section avec un capital affiché de 107 milliards de yens, mais la baisse des ventes continue et provoque l'annulation d'un reclassement prévu pour le début de l'année 1987. Durant l'année, la filiale Maba est créée et le jouet Nekonyanbo est un succès commercial. En septembre 1986, Bandai touche au cinéma en assistant la production du film The Baby Elephant. Dès le début de l'année 1987, un lieu d’événement appelé 246 Club est ouvert à Minami-Aoyama. En mars, la filiale Bandai and K.C. Co., Ltd. (actuellement Bandai Industrial Co., Ltd.) est créée. En mai 1987, le président Naoharu Yamashina est nommé conseiller exécutif. Durant l'année, l'accent est mis sur les secteurs qui ne concernent pas les jouets, notamment la vidéo et la musique. Bandai signe un contrat avec Walt Disney pour distribuer au Japon presque 150 des titres de l'Américain. Bandai produit les jeux vidéo de Saint Seiya (Les Chevaliers du Zodiaque), dont la série télévisée est un énorme succès planétaire, également en France. En 1988, la filiale Carddass est fondée pour gérer le secteur des jeux de cartes à collectionner. En avril, Media Department est créé dans le but de propulser l'entreprise Bandai dans la vidéo. En juillet, les premiers distributeurs de cartes à collectionner sont vendus (via Carddass) et le mois suivant l'entreprise est cotée en première section à la bourse de Tokyo. Bandai coproduit la comédie musicale The Forest is Alive / Twelve Months of Nina (La Légende des 12 mois). L'immeuble du siège social à Komagata est prêt en janvier 1989 et Bandai déménage à Tokyo. En juillet, le point de vente Shot M78 Ultraman est ouvert. En octobre, Bandai entre de plain-pied dans l'industrie de la musique en lançant le label Emotion et établit des relations commerciales avec Apollon Music Industry.

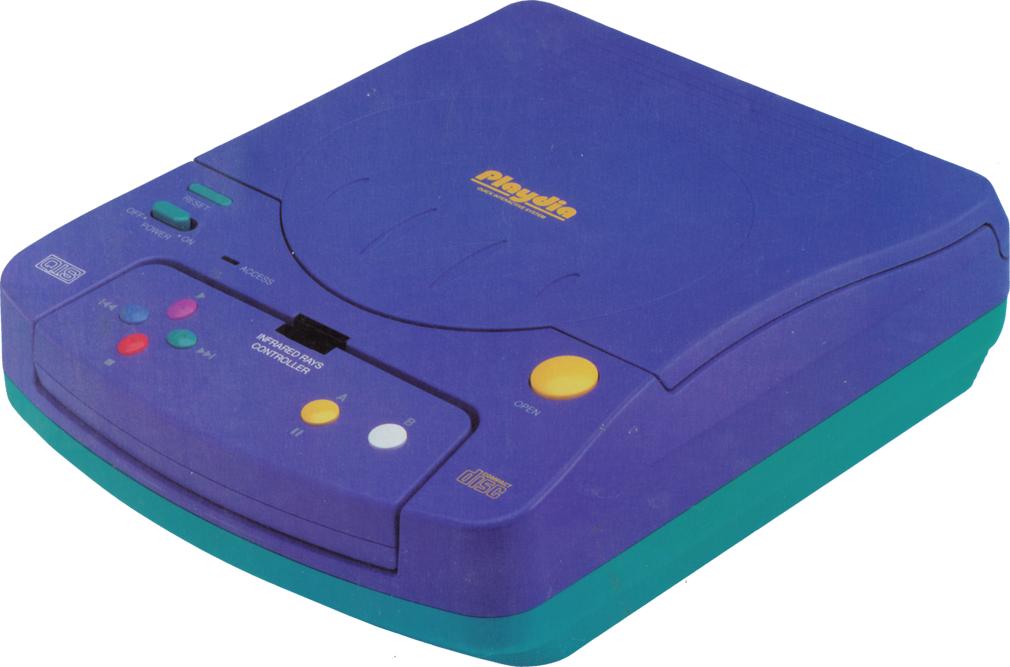
La console Playdia de Bandai

### Années 1990
En janvier 1990, Shinsei Manufacturing change de nom pour adopter celui de Yutaka. Bandai Transports (actuellement Bandai Logipal) est coté au marché OTC. Le jouet Spikatact Sally passe le million de ventes. En 1991, Bandai devient propriétaire de 5 % d'une start-up de vidéo à la demande par satellite de 200 millions de dollars appelée Entertainment Made Convenient, puis crée une filiale de vente à Taïwan en février, et commence à commercialiser Chara-Can en avril, sa première ligne de jouets vendus conjointement avec des boissons. En septembre 1992, Bandai Transport devient Bandai Logipal et en octobre, le contrôle de Media Department est confié à Bandai Visual. En mars 1993, les jouets à l'effigie de Sailor Moon font un gros succès. En octobre, les figurines Power Rangers font de très grosses ventes aux États-Unis. Peu après ses débuts aux États-Unis, en août sur le réseau de la Fox, la série devient un hit inattendu. La demande en jouets Power Rangers dépasse rapidement la disponibilité des stocks, ce qui conduit à voir des scènes de frénésie dans les magasins, les parents veulent à tout prix acheter les jouets pour leurs enfants. Bandai tient son plus grand succès international à ce jour grâce à ces jouets basés sur la série télévisée Power Rangers : Mighty Morphin (Jyu Rangah au Japon). Les filiales connaissent une baisse importante de leur activité, ce qui oblige Bandai à annuler la production de jouets et de jeu vidéo, ce qui constitue un manque à gagner de 18,6 millions de yens. Malgré le succès Power Rangers, Bandai accuse de grosse pertes financières, notamment causées par l'arrêt d'un accord avec Nintendo en février concernant la fabrication de matériel et de jeux vidéo pour l'Europe. Malgré les premières difficultés Bandai continue à se diversifier et représente près de 20 % de l'offre à l’étalage de jouets dans les magasins. Bandai continue à sponsoriser Pretty Soldier Sailor Moon et Crayon Shin-Chan. Elle s'appuie sur ça pour lancer chaque année près de 60 nouveaux personnages et les recettes de ces ventes constituent 60 % du chiffre d'affaires,.

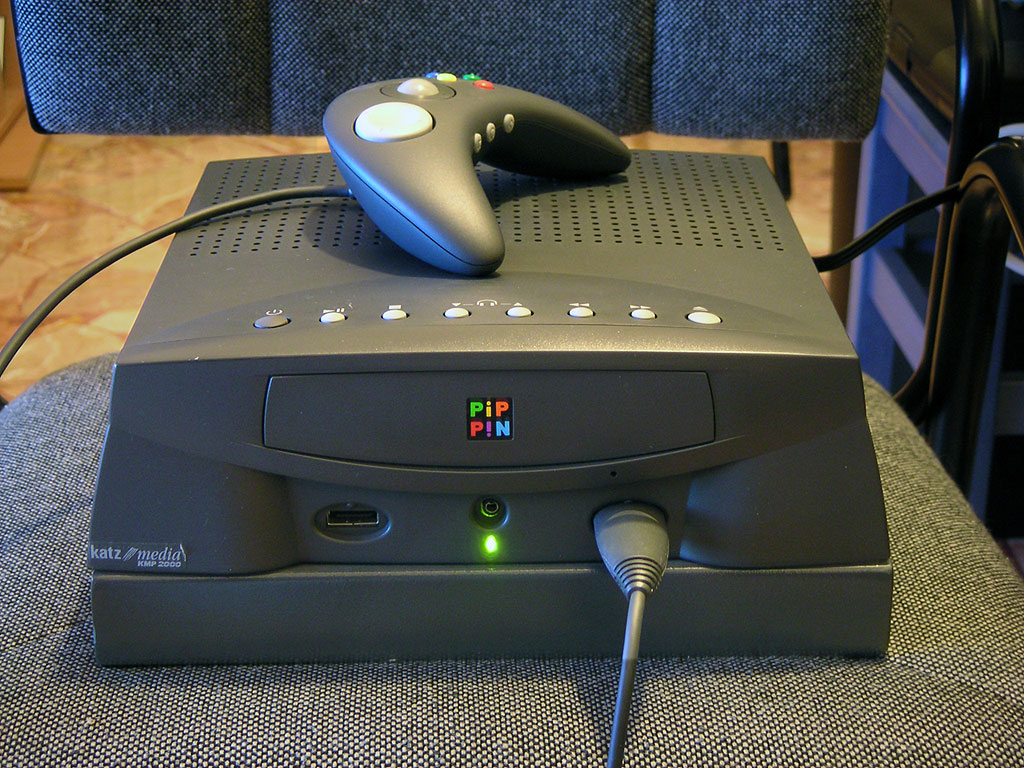
La console Pipp!n de Bandai et Apple

Sunrise entre dans le groupe Bandai en mars 1994. Bandai annonce la construction d'usines au Vietnam et au Mexique pour augmenter la production et en réduire les coûts. Bandai se concentre dorénavant de plus en plus sur le marché international, car la baisse de la natalité au Japon fait chuter les ventes de jouets. Bandai participe également à la création d'un parc à thèmes Disneyland à Tokyo. Le 23 septembre Bandai lance uniquement au Japon, la Playdia, une console de jeux vidéo 32 bits destinée aux enfants, possédant des commandes simples,. Mais la ludothèque souffre d'un manque important d'interactivité avec le joueur, où il suffit juste d'appuyer au bon moment sur un seul bouton pour passer à l'écran suivant, à la manière de Dragon's Lair. Cette console et ce système de jeux ne convainquent pas, Bandai va seulement concentrer les productions de jeux sur des grandes licences,. Ce fut la seule console de salon de Bandai. En novembre 1994, Bandai prend un ses plus grands risques en développant, avec le fabricant d'ordinateurs Apple, la console de jeux vidéo de salon Pipp!n, qui peut également être utilisée pour naviguer sur internet. Le prix de vente était de 500 dollars, soit beaucoup moins qu'un ordinateur à cette époque. La Pipp!n utilise le support CD-ROM, ce qui permet de jouer également sur ordinateur Apple. Des périphériques étaient également en vente, notamment un clavier pour faire du traitement de texte,.
En juillet 1995, le centre de distribution de Tochigi, dans l'est du Japon, est ouvert. En octobre, Bandai monte trois nouvelles filiales américaines afin d'accroître sa présence, Bandai Entertainment Inc., Bandai Holding Corp., et Bandai Digital Entertainment, Inc qui commercialise la Pipp!n. En mars 1996, la Pipp!n Atmark, est lancée au Japon au prix 620 dollars. Cette nouvelle version reçoit un accueil mitigé, étant trop chère en tant que console de jeux vidéo, et sous-équipée en tant qu'ordinateur. Malgré les espoirs de Bandai et Apple pour la Pipp!n, puisque le phénomène Power Rangers commençait à décliner et Apple perdait de plus en plus de part de marché face à Microsoft, Bandai annonce ne pas faire de bénéfice avec la Pipp!n. Bandai Trading (Shanghai) Co., Ltd. est fondé en Chine à Shanghai. En novembre 1996, un jouet conçu par l'ancienne femme au foyer d'Aki Maita est lancé sous l’appellation 'Tamagotchi. Bandai tient son nouveau succès planétaire. C'est une petite console portable en forme d’œuf reliée avec une lanière comme un trousseau, avec un petit écran qui affiche l'image d'une créature ressemblant à un poulet, le but du jeu étant de l'élever en manipulant plusieurs boutons. Le Tamagochi est rapidement devenu populaire au Japon.
En février 1997, Bandai lance le Tamagotchi-Ver.2 et victime de son succès, fait ses excuses publiques, ne pouvant pas satisfaire toute la demande. Bandai crée également des variantes du Tamagochi, notamment le Tamapitchi une paire de téléphones qui permettent d'envoyer des personnages animés de l'un à l'autre. Bandai arrête l'exploitation de la Pipp!n en mars 1997. En avril, le yo-yo appelé Hyper Yo-yo est lancé et déclinera tout une gamme de produits. En juin, Takashi Mogi est nommé président et Makoto Yamashina devient président du conseil. En juillet, le Tamagoshi est lancé à l'international. Les filiales Kaken, Angel et B-AI fusionnent pour former Megahouse qui rejoint le groupe Bandai en tant que filiale,. En août, Happinet, dont Bandai est le principal actionnaire, est coté aux marchés boursiers OTC. Le 28 octobre, le fondateur Naoharu Yamashina décède à l'âge de 79 ans. Malgré ce succès, un projet de fusion avec le géant du jeu vidéo Sega est envisagé pour octobre, mais ni les employés de Bandai, ni les analystes ne sont enthousiastes. En mai, Makoto Yamashina annule purement et simplement l'accord de fusion puis donne sa démission. Il est remplacé par un ancien de chez Bandai, Takashi Mogi, qui avait déjà contribué auparavant à sortir des filiales Bandai des difficultés. En plus des complications de l'échec de la fusion avec Sega, Bandai souffre de l'échec de la Pipp!n. Contraint d'abandonner la production en mars, Bandai perd près de 200 millions de dollars pour seulement 42 000 unités vendues à travers le monde. Les ventes de Tamagotchi atteignent les sommets et Bandai lance son dernier succès à l'étranger, ce qui est un succès. Bandai commercialise toute une série de produits dérivés sur les Tamagotchi et lance également les Digimon. À la fin de l'année 1997, 40 millions de Tamagotchis sont vendus dans le monde entier.

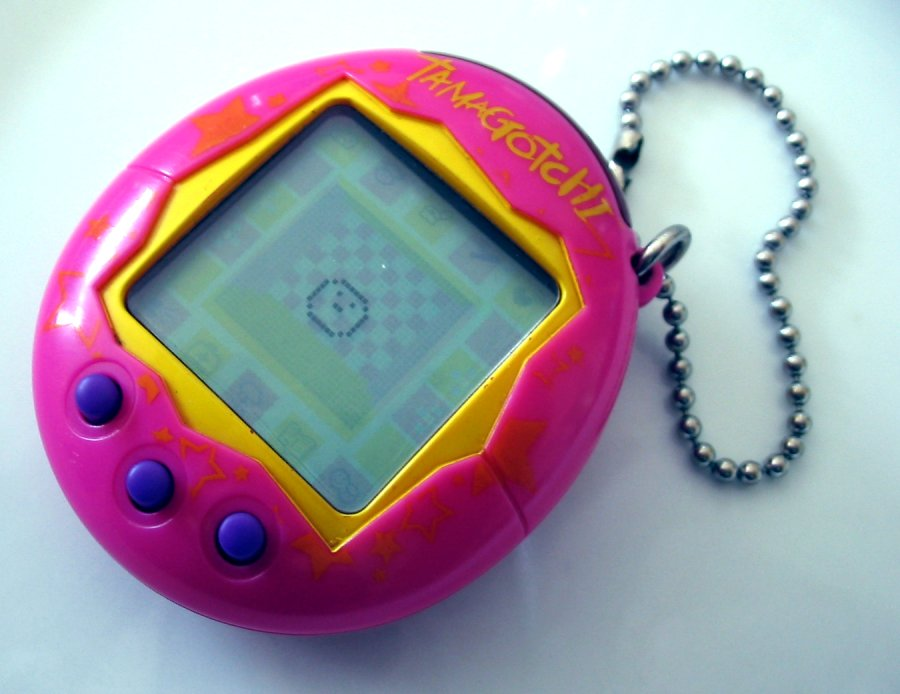
Un tamagotchi

En mars 1998, Bandai ouvre son premier Ultraman Club, un centre avec des magasins et des jeux dont le but était en fait de découvrir ou chercher les tendances concernant les jouets. Une restructuration de Bandai est lancée dans la branche divertissement qui sépare maintenant Bandai en dix unités avec notamment : « jouets », « loisirs », « divertissement », « production », « images » et « musique ». Durant l'année, Bandai crée une nouvelle division américaine spécialisée dans la vidéo à domicile et une ligne d'outils de jardinage. Bandai commercialise également Silent Shout, une sucette qui fait la musique dans la tête du consommateur quand il la suce. En avril, un festival réunit plus de 41 000 personnes sur le thème de l'Hyper Yo-yo. En mars 1999, Takeo Takasu devient président. Le service Dokodemo Aso Vegas destiné au i-mode de l'opérateur téléphonique NTT DoCoMo. Digimon Adventure devient un anime au Japon. En juillet le Gundam Plastic Model atteint les 300 millions de ventes. En octobre, un accord est conclu avec Mattel dans le but développer des affaires communes (le contrat couvre le marché uniquement japonais et prend fin en décembre 2003). Au printemps 1999, Bandai commercialise le WonderSwan, un jeu électronique de poche qui peut être utilisé seul ou relié à un autre WonderSwan, ou relié à un ordinateur. Il est conçu par Gunpei Yokoi, le créateur du Game Boy de Nintendo. Takeo Takaso devenir président et Yukimasa Sugiura PDG est président du conseil. Takashi Mogi démissionne à cause des mauvais résultats financiers de Bandai malgré l'engouement pour les Tamagotchis chute vertigineusement. Makoto Yamashina quitte son poste de PDG mais il est nommé président honoraire.
À l'été 1999, Bandai annonce qu'elle vend une participation de 5 % de son industrie du jouet à Mattel. Ceci constitue la première étape d'un nouvel accord de coopération commerciale. À la suite de ceci, Bandai pourra acheter 5 % de Mattel, permettant à Bandai de s'établir pour la première fois en Amérique latine. De son côté, Mattel se renforce au Japon alors que ses efforts pour le faire depuis plusieurs années n'avaient pas porté leurs fruits. Une autre partie de l'accord porte sur le développement conjoint de nouveaux jouets et la vente de produits Bandai via le site internet de Mattel. Bandai se joint également à sept autres entreprises pour former e-Shopping Toys Corp., dont le but est de vendre des jouets en ligne. Bandai annonce une autre coopération avec des entreprises comptant parmi les trois plus gros fabricants de jouets au Japon afin de créer des petits robots jouets. Bandai commence à concentrer de plus en plus ses activités sur la technologie, les jeux vidéo ou le contenu numérique. En novembre, la peluche parlante Primo Puel est mise en vente. En décembre 1999, Beam Entertainment Co., Ltd. devient une filiale de Happinet Corp,.

### Années 2000

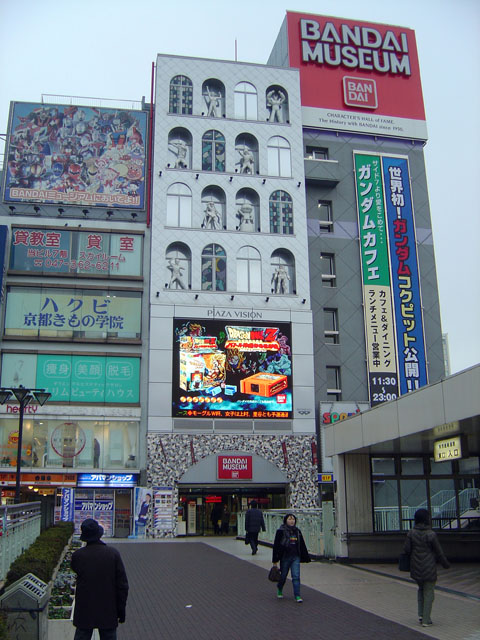
Le musée Bandai consacre deux étages et un café à Gundam.

En mars 2000, Happinet Corporation est coté dans la première section à la bourse de Tokyo. Bandai Korea Co., Ltd. est créé. Le contenu pour téléphone portable i-mode de Bandai est un succès avec plus de 1 million d'abonnements. Bandai annonce un bénéfice de 12,8 milliards de yens, alors que l'an passé elle accusait un déficit de 16,4 milliards de yens En mai, Bandai investit dans Sotsu Agency et l'achète. En septembre 2000, Bandai détache du groupe sa division Network Department pour former une nouvelle filiale Bandai Networks. En octobre, Bandai annonce une alliance de capital avec Seika Note Co., Ltd. (actuellement Seika Co., Ltd.). En décembre 2000, la console portable Wonderswan Color est commercialisée,.
La situation financière de Bandai s'améliore en 2001. En janvier, Bandai vend une participation du fabricant de cartes à collectionner californienne Upper Deck qu'elle détenait à hauteur 50 %. Celui-ci continuera à fabriquer des cartes avec des personnages Bandai comme Gundam. Bandai vend une de ses usines de fabrication en Thaïlande et l'usine de Bangkok connait un plan de restructuration drastique. En mars 2001, la première série animée Gundam fait son apparition aux États-Unis. BHK Trading Ltd. est créé. En juillet 2001, les exportations de Gashapon HG dépassent les 100 millions d'unités. Un accord est conclu avec deux entreprises coréennes pour développer des jeux en ligne pour le marché japonais, ce qui conduit à la création de Bandai GV Co., mais aussi à Daiwon Digital Broadcasting Co. Ltd. diffusant des séries animés par satellite sur le canal AniOne TV. Le robots Zaku d'une hauteur de 1,5 m fait sensation au salon culturel C3 PRE. En octobre, Bandai annonce une nouvelle alliance de capital avec Ashi Productions Co., Ltd.. En novembre, Bandai Visual est listé au JASDAQ.
En mars 2002, Bandai Channel Co. est formé avec quatre entreprises : Bandai, Sunrise, Bandai Visual et Bandai Networks, pour distribuer le contenu numérique pour le haut-débit. En juillet, Tsukuda Original, un fabricant de poupées, de jouets et de logiciels, rejoint le groupe Bandai. Cet exercice fiscal s'avère être le meilleur résultat financier de Bandai avec 21,99 milliards de yens de bénéfices. Bandai construit un nouveau bâtiment à Tokyo pour une valeur de 4 milliards de yens sur le terrain du siège actuel pour créer un musée cosnacré à Bandai, ses jeux et jouets et son existence. À la fin de l'année, Bandai annonce son désir de relancer la ligne de jouets Strawberry Shortcake, populaire aux États-Unis durant les années 1980.
En janvier 2003, Tsukuda Original fusionne avec Wakui Corporation sous l'appellation Palbox Co., Ltd.. Bandai a annonce que l'entreprise va être transformée en holding et que l'ensemble de ses divisions seront établies en filiales à propriété exclusive. En avril, Bandai entame un plan de gestion à moyen terme sur trois ans et Yutaka est absorbé par Popy Inc. qui change de nom pour celui de Popy Co., Ltd.. Les jeux vidéo .hack passent le million de ventes au Japon et aux États-Unis. En mai, Bandai investit dans le confiseur Tohato Inc.,,. En juillet, le musée Bandai ouvre. En août, Bandai entre en coopération avec Mega Bloks Inc., le second plus grand fabricant de jeux basés sur des briques élémentaires en plastique à assembler. En octobre 2003, les créations Bandai Channel totalise trois millions de visionnages. En novembre, Bandai Networks,, est coté au JASDAQ. En décembre, Bandai Visual est coté dans la seconde section à la bourse de Tokyo.

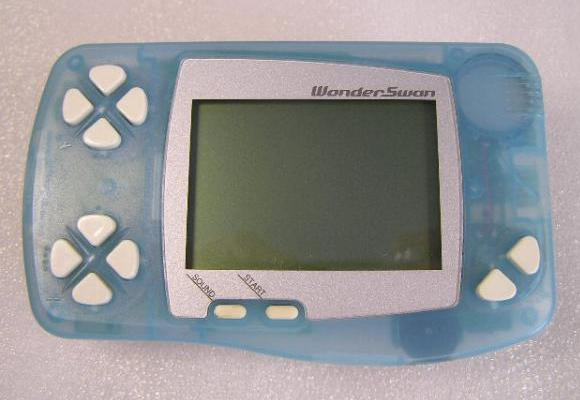
La WonderSwan, la console portable de Bandai

En mars 2004, Real Dream Doraemon Project, est un projet lancé par Bandai qui a pour but de développer un robot capable de marcher et se déplacer sur ses deux jambes comme un humain, doté de capacités de communications avancées. Le projet est lancé dans le but de l'atteindre jusqu'à l'horizon 2010 (en 2009, bandai arrête le projet, n'ayant pas réussi son entreprise). Des premiers jouets dérivé de Real Dream Doraemon Project sont lancés,. Le Tamagotchi Plus est lancé. Le total des exportations des vidéos de Mobile Suit Gundam dépasse les 20 millions d'unités. Bandai créé Cosmetic Parlor, un magasin de cosmétique consacré aux enfants.
En avril 2004, les nouveaux locaux sont prêts et le musée Karuizawa Erz Toy Museum ouvre à Karuizawa. En mai, le film Nobody Knows (Daremo Shiranai), est coproduit par Bandai Visual. Yūya Yagira gagne le meilleur prix d'acteur au festival du film de Cannes. Bandai participe au Shanghai Internation Character Expo 2004. Le total des exportations des vidéos de Zatchbell The Card Battle dépassent les 300 millions d'unités. En juillet, Bandai Visual participe à la production de Steamboy de Katsuhiro Ōtomo. Bandai signe un accord avec le propriétaire de la licence Sanrio pour exploiter Cinnamoroll. En novembre, le bandai museum passe le million de visiteurs. et Shuku Keitai Kaitsuu! Tamgotchi Plus est mis sur le marché. Bandai investit dans le théâtre Theater Company Hikosen,.
En janvier 2005, Bandai Games Inc. est établi aux États-Unis et Bandai Visual y établit Bandai Visual USA Inc.. En mars, de nouvelle machines Data Carddass sont créées en collaboration avec Banpresto. En avril, Palbox Co., Ltd transfère certaines de ses activités à Megahouse Corporation. En mai, Bandai annonce la création d'une holding commune à la suite d'une future fusion entre Namco et Bandai. En juin, Kazunori Ueno est nommé président et Bandai annonce en juillet que le Tamagotchi Plus passe les 10 millions d'unités dans le monde. Bandai conclut une alliance avec le fabricant de jouets pour nourrissons People Co., Ltd. En août, Charaken Co., Ltd est fondé sous la coupe de Bandai Character Laboratory. Le 29 septembre, Namco Bandai Holdings Inc. est établi par Bandai et Namco Limited en tant que société holding des deux groupes. Lors de la rentrée de Bandai dans le groupe Namco Bandai Holdings en 2005, Banpresto rentre partiellement dans la Bandai. En octobre, les ventes de Shinra-Bansho Chocolate, des gâteaux vendus dans le même package que des Carddass, passent les 10 millions d'unités. En novembre une nouvelle version de Tamagotchi est commercialisé : Cho Jinsei Enjoy! Tamagotchi Plus.
En mars 2006, le lieu de production Bandai Hobby Center ouvre à Shizuoka. Bandai commercialise un téléphone portable destiné aux enfants, Kids-Keitai Papipo! développé en collaboration avec Willcom, Inc.. La section jeu vidéo de Bandai fusionne avec Namco pour devenir Namco Bandai games Inc. le 31 mars. La ceinture de transformation issue de Masked Rider No.1 est lancée. En juillet, le programme promotionnel Tamagotchi Jetmené avec JAL est lancé. En septembre, Bandai achète les actions de CCP Co., Ltd. qui devient filiale du groupe. En octobre, les ventes cumulatives des Tamagotchi à l'étranger dépassent les 25 millions. Bandai tient le Tamagotchi World event pour fêter le dixième anniversaire du Tamagotchi où plus de 50 000 personnes se rendent en deux jours. En décembre, Bandai commercialise un nouveau robot à taille humaine, le 1/12 RX-78-2 Gundam,.
Space Battleship Yamato, une maquette à 1/350 pour une longueur de 766 mm inspirée de Space Battleship Yamato (Yamoto en français) avec des gadgets électroniques est commercialisé. En avril, Bandai ouvre son premier salon de coiffure pour enfant, Anpanman Hair Salon, ouvre au milieu du musée de l'enfance Yokohama Anpanman. Le musée de Bandai Omochanomachi-BANDAIest ouvert à Tochigi, dans la préfecture de Mibumachi. Bandai, Ishimori Group, et Itochu Corporation débutent un partenariat d'affaires. En juin, le premier studio de photographie de Bandai appelé Kids Photo Bandai Studio est ouvert. Les capsules Earth Capsule Konchu Saishu gagnent le premier prix 2007 du ministère de l'Agriculture, des Forêts et de la Pêche japonais dans la catégorie éco-produits. En juillet, le magasin spécialisé CiaoStyle Harajuku ouvre pour vendre des produits de la marque Ciao Style issue de la franchise Ciao de Shogakukan. En août, un grand magasin de divertissement familial et café appelé Roasis and Tamagotchi Depart ouvre. En septembre, le jeu Mugen Puchi Puchi (Infinite Pop-Pop) qui fera un million de ventes en un an est mis en vente. En novembre, le projet Ultra Monsters Battle Project est lancé sur le thème Ultra Monsters Battle, des Data Carddass sont commercialisées. Un lien est établi avec Ultra Galaxy: Ultra Monsters Battle diffusée à la télévision. En décembre, le premier long-métrage Tamagotchi est réalisé,.

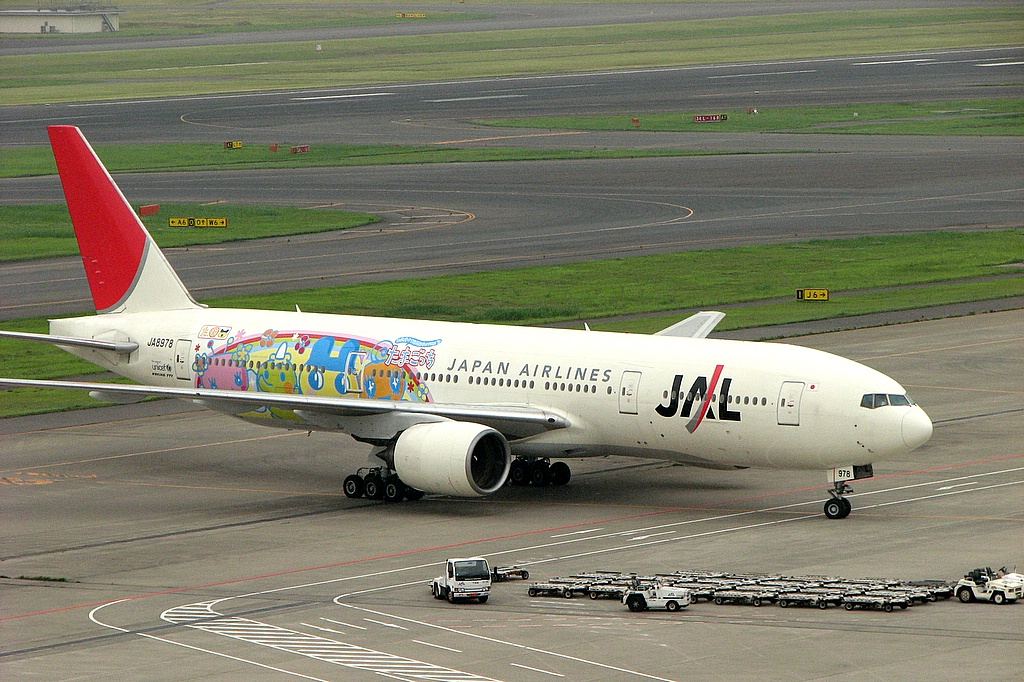
Avion à effigie des tamagotchis

En février 2008, Bandai South Asia PTE., Ltd. est fondé à Singapour. En avril, Bandai (Shenzhen) Co., LTD. est fondé en Chine. CiaoStyle Shinsaibashi ouvre en mars pour vendre des produits de la marque Ciao Style issue de la franchise Ciao de Shogakukan. En juin, l'association Japan Toy Association décerne le prix Trendy Toy Award pour les Mungen et EyeClops rafle le prix de l'innovation. Bandai America assure l'obtention de la licence des jouets dérivés de Kamen Rider Dragon Knight qui sortiront un an plus tard. En septembre, Carddass lance une nouvelle génération de cartes à collectionner appelée, pour fêter son 20e anniversaire, dont 100 millions de cartes sont produites dans les quatre premiers mois. En octobre, le centre de loisir Bandai remporte le prix Nikkei Monozukuri 2008 (qui est parrainé par Nihon Keizai Shinbun) pour la qualité de ses maquettes en plastique, leurs procédés de fabrication, qui respecte l'environnement. En novembre, Bandai décline son offre et sort Tamagotchi Plus Color qui possède un écran LCD couleur. En décembre, Bandai reçoit un nouveau prix, Excellence in Product Safety Measures du ministère de l'Économie, du Commerce et de l'Industrie japonais.
En mars 2009, Seika Co., Ltd confie toutes ses opérations à Sun-Star Stationary Co. Ltd.. En juin, Bandai Polska SP.zo.o est créé en Pologne. En juillet, Bandai lance une série spéciale pour fêter l'anniversaire de la série télévisée Mobile Suit Gundam (série télévisée). En septembre, le jouet Kamen Rider W devient une grosse vente. En octobre, au Japon sort une série animée basée sur les Tamagotchi et en novembre le Tamagotchi iD sort au japon, premier du genre à être personnalisable via un téléchargement Internet. Bandai Corporation Mexico S.A. DE C.V. est fondé à Mexico (Mexique).

### Années 2010
En mars 2010, les ventes totales mondiales de toutes les figurines Gundam dépassent les 400 millions d'unités.

## Productions
Bandai a fabriqué et commercialisé un très grand nombre de jouets. Certains s’appuient sur des licences fortes comme :
- One Piece
- Super Sentai
- Naruto
- Saint Seiya
- Tamagotchi
- Digimon
- Kamen Rider
- Godzilla
- Ultraman
- Mobile Suit Gundam
- Power Rangers
- Astroboy
- Muscleman
- GoBots
- Sailor Moon
- Power Rangers
- Pretty Soldier Sailor Moon
- Crayon Shin-Chan
- Strawberry Shortcake
- Doraemon
- The Powerpuff Girls
- Zatch Bell
- Thunderbird
- Mazinger Z
- Cinnamoroll
- Masked Rider
- Space Battleship Yamato
- Ciao
- Ultra Galaxy Mega Monster Battle
- Pokémon
- Dragon Ball
- Ben 10

### Carddass
Carddass est une série de distributeurs automatique japonais de jeu de cartes à collectionner dont la première version a été lancée en 1988. Ces machines distribuent des cartes inspirées des principales licences à succès de Bandai.

## Filiales

### Bandai America
Bandai America est la branche américaine de Bandai qui produit des jouets pour le marché américain.

### Bandai Entertainment
Bandai Entertainment est une autre branche de la société basée à Cypress en Californie. C'est un studio d'animation responsable notamment de .hack//SIGN. Il s'est récemment étendu au Canada sous le nom de Bandai Entertainment Canada basé à Mississauga en Ontario.

### Bandai Games
Bandai Games[réf. souhaitée] produit et distribue les jeux basés sur les licences Bandai dont Mobile Suit Gundam : Zeonic Front et Mobile Suit Gundam: Journey to Jaburo. Bandai Games a récemment ouvert un bureau aux États-Unis.
C'est Bandai Games qui est à l'origine des consoles Pipp!n (en association avec Apple) , WonderSwan et Playdia.

### Autres filiales
- Megahouse Corp.
- Seika Co., Ltd.
- Banalex Corp.
- Plex Co., Ltd.
- Bec Co., Ltd.
- Seeds Co., Ltd.
- Artpresto Co., Ltd.
- Happinet Corp.
- Bandai Logipal Inc.
- Bandai S.A. (France);
- Bandai U.K. Ltd. (U.K.)
- Bandai Espana S.A. (Spain)
- Bandai (H.K.) Co., Ltd. (Hong Kong)
- Bandai Trading (Shanghai) Co., Ltd. (China)
- Bandai Korea Co., Ltd. (Korea)
- Hebei Wanrong Co., Ltd. (China)
- Bandai Industrial Co., Ltd. (Thailand)
- Banpresto (H.K.) Ltd. (Hong Kong)
- Bandai Logipal (H.K.) Ltd. (Hong Kong).